# Veicoli ferroviari della Società Veneta
Questa pagina contiene una lista di tutti i gruppi di locomotive e automotrici che sono state immatricolate nel parco della Società Veneta, e imprese ad essa collegate, dalla sua costituzione alla cessazione delle attività in campo ferroviario (1986).

## Locomotive

### Locomotive a vapore
| Locomotive ferroviarie a tender separato - Scartamento ordinario | Locomotive ferroviarie a tender separato - Scartamento ordinario | Locomotive ferroviarie a tender separato - Scartamento ordinario | Locomotive ferroviarie a tender separato - Scartamento ordinario | Locomotive ferroviarie a tender separato - Scartamento ordinario |
| Numerazione                                                      | Anno                                                             | Costruttore                                                      | Rodiggio                                                         | Note                                                             |
| ---------------------------------------------------------------- | ---------------------------------------------------------------- | ---------------------------------------------------------------- | ---------------------------------------------------------------- | ---------------------------------------------------------------- |
| 501                                                              | 1849                                                             | Stephenson                                                       | C                                                                | ex SFR, per treni cantiere                                       |
| 1 ÷ 9                                                            | 1876                                                             | Esslingen                                                        | 1B                                                               | nel 1906 passate alle FS (gruppo 155)                            |

| Locotender ferroviarie - Scartamento ordinario | Locotender ferroviarie - Scartamento ordinario | Locotender ferroviarie - Scartamento ordinario | Locotender ferroviarie - Scartamento ordinario | Locotender ferroviarie - Scartamento ordinario | Locotender ferroviarie - Scartamento ordinario                                                  |
| Numerazione                                    | Numerazione                                    | Anno                                           | Costruttore                                    | Rodiggio                                       | Note                                                                                            |
| fino al 1915                                   | dal 1915                                       | Anno                                           | Costruttore                                    | Rodiggio                                       | Note                                                                                            |
| ---------------------------------------------- | ---------------------------------------------- | ---------------------------------------------- | ---------------------------------------------- | ---------------------------------------------- | ----------------------------------------------------------------------------------------------- |
| 31 ÷ 32                                        | –                                              | 1877                                           | Esslingen                                      | C                                              | nel 1906 passate alle FS (gruppo 848)                                                           |
| 81 ÷ 82                                        | –                                              | 1905                                           | Maffei                                         | C                                              | nel 1906 passate alle FS (gruppo 849)                                                           |
| 4                                              | 20                                             | 1889                                           | Krauss                                         | B                                              | ex FVCG 4, alla SV nel 1910                                                                     |
| 1 ÷ 3, 5 ÷ 7                                   | 21                                             | 1888, 1906                                     | Henschel                                       | B                                              | ex FVCG 1 ÷ 3, 5 ÷ 7, alla SV nel 1910                                                          |
| 41 ÷ 49                                        | 22                                             | 1878-1886                                      | Esslingen                                      | B1                                             | nel 1937 alcune passate alle FS (gruppi 818 e 819)                                              |
| 50 ÷ 57                                        | 23                                             | 1887-1889                                      | Esslingen, Breda                               | B1                                             | nel 1937 un'unità passata alle FS (gruppo 820)                                                  |
| 1 ÷ 5                                          | 24                                             | 1883                                           | Henschel                                       | B1                                             | ex FPS 1 ÷ 5, alla SV nel 1885                                                                  |
| 241 ÷ 243                                      | 25                                             | 1888                                           | Breda                                          | 1B                                             |                                                                                                 |
| 21 ÷ 26                                        | 26                                             | 1877-1878                                      | Esslingen                                      | B1                                             | nel 1906 due unità passate alle FS (gruppo 802); nel 1937 un'unità passata alle FS (gruppo 811) |
| 61 ÷ 66                                        | 27                                             | 1902-1903                                      | Henschel                                       | 1B                                             |                                                                                                 |
| 81 ÷ 84                                        | 28                                             | 1909                                           | Koppel                                         | 1B                                             |                                                                                                 |
| 1                                              | 29                                             | 1907                                           | Koppel                                         | C                                              | ex SIFV 1, alla SV nel 1912                                                                     |
| 151 ÷ 155                                      | 30                                             | 1906-1909                                      | Henschel                                       | C                                              | tipo prussiano T 3                                                                              |
| –                                              | 31                                             | 1915                                           | Breda                                          | C                                              | tipo prussiano T 3                                                                              |
| 101 ÷ 109                                      | 32                                             | 1906-1909                                      | Henschel                                       | C                                              | tipo prussiano T 3                                                                              |
| 121                                            | 33                                             | 1907                                           | Borsig                                         | C                                              |                                                                                                 |
| 5 ÷ 7                                          | 34                                             | 1910-1911                                      | Henschel                                       | C                                              | gemelle delle SAO 1 ÷ 4                                                                         |
| –                                              | 35                                             | 1892-1896                                      | SLM                                            | 1'C                                            | ex BLS Ec 3/4 21 ÷ 25, alla SV nel 1916 e nel 1930                                              |
| –                                              | 36                                             | 1902-1903                                      | SLM                                            | 1'C                                            | ex Seetalbahn Ed 3/4 12 e 14, alla SV nel 1916                                                  |
| –                                              | 37                                             | 1878                                           | SLM                                            | 1'C                                            | ex FFS 7495 ÷ 7499, alla SV nel 1914-16                                                         |
| –                                              | 38                                             | 1882                                           | Krauss                                         | 2'B                                            | ex FFS 5425 ÷ 5430, alla SV nel 1916                                                            |
| –                                              | 39                                             | 1881-1888                                      | Esslingen, SLM                                 | 2'B                                            | ex FFS 5441 ÷ 5466, alla SV nel 1919                                                            |

| Locotender ferroviarie - Scartamento ridotto | Locotender ferroviarie - Scartamento ridotto | Locotender ferroviarie - Scartamento ridotto | Locotender ferroviarie - Scartamento ridotto | Locotender ferroviarie - Scartamento ridotto | Locotender ferroviarie - Scartamento ridotto | Locotender ferroviarie - Scartamento ridotto                                           |
| Numerazione                                  | Numerazione                                  | Anno                                         | Costruttore                                  | Rodiggio                                     | Scartamento                                  | Note                                                                                   |
| fino al 1915                                 | dal 1915                                     | Anno                                         | Costruttore                                  | Rodiggio                                     | Scartamento                                  | Note                                                                                   |
| -------------------------------------------- | -------------------------------------------- | -------------------------------------------- | -------------------------------------------- | -------------------------------------------- | -------------------------------------------- | -------------------------------------------------------------------------------------- |
| 90 ÷ 99                                      | 9                                            | 1915                                         | Breda                                        | B                                            | 750 mm                                       |                                                                                        |
| –                                            | 2104                                         | 1911                                         | Koppel                                       | B                                            | 750 mm                                       |                                                                                        |
| –                                            | 2119                                         | 1886                                         | SLM                                          | B                                            | 750 mm                                       |                                                                                        |
| –                                            | 2122 ÷ 2125                                  | 1910-1913                                    | Koppel                                       | B                                            | 750 mm                                       |                                                                                        |
| –                                            | 42 ÷ 56                                      | 1916-1918                                    | Reggiane                                     | B                                            | 750 mm                                       |                                                                                        |
| 1 ÷ 3                                        | 1 ÷ 3                                        | 1890                                         | Krauss                                       | B                                            | 800 mm                                       | Locomotive da cantiere                                                                 |
| 1                                            | 1                                            | 1909                                         | Krauss                                       | B                                            | 500 mm                                       | Locomotiva da cantiere                                                                 |
| 10                                           | –                                            | 1887                                         | SLM                                          | B                                            | 950 mm                                       | a cremagliera, ex FFS HG 2/2 951, alla SV nel 1909; nel 1915 passata alla MCL (n° 241) |
| 110                                          | 11                                           | 1906-1910                                    | SLM                                          | C                                            | 950 mm                                       | a cremagliera, ex BOB HG 3/3 9, alla SV nel 1915; analoga alle MCL 261 ÷ 263           |
| 1 ÷ 4                                        | 12                                           | 1909-1911                                    | SLM                                          | C                                            | 950 mm                                       | a cremagliera                                                                          |

| Locomotive tranviarie   | Locomotive tranviarie | Locomotive tranviarie | Locomotive tranviarie | Locomotive tranviarie | Locomotive tranviarie | Locomotive tranviarie           |
| Numerazione             | Numerazione           | Anno                  | Costruttore           | Rodiggio              | Scartamento           | Note                            |
| fino al 1915            | dal 1915              | Anno                  | Costruttore           | Rodiggio              | Scartamento           | Note                            |
| ----------------------- | --------------------- | --------------------- | --------------------- | --------------------- | --------------------- | ------------------------------- |
| 2, 6                    | 1                     | 1883                  | Cerimedo              | B                     | 950 mm                | ex SAFRE 2, 6, alla SV nel 1900 |
| 73 ÷ 74                 | -                     | 1884                  | Henschel              | B                     | 950 mm                | passate nel 1901 alla FTP       |
| 1 ÷ 4                   | 2                     | 1889-1890             | Sigl                  | C                     | 1000 mm               |                                 |
| 70 ÷ 72                 | 3                     | 1884-1885             | Krauss                | C                     | 950 mm                |                                 |
| 75                      | 4                     | 1910                  | Krauss                | C                     | 950 mm                |                                 |
| 301                     | 5                     | 1897                  | SLM                   | C                     | 1000 mm               | ex Tramways de Cherbourg        |
| 302                     | 6                     | 1911                  | Henschel              | C                     | 1000 mm               |                                 |
| -                       | 7                     | 1884-1885             | Saronno               | C                     | 1000 mm               |                                 |
| 172                     | 8                     | ?                     | ?                     | C                     | 1000 mm               |                                 |
| 171 ÷ 184               | 14                    | 1885-1886             | Henschel              | B                     | 1445 mm               |                                 |
| 175, 178, 186, 188, 189 | 15                    | 1885-1889             | Henschel, Breda       | B                     | 1445 mm               |                                 |
| 182, 185, 187           | 16                    | 1886                  | Esslingen             | B                     | 1445 mm               |                                 |
| 211 ÷ 215               | 17                    | 1887                  | Henschel              | B                     | 1445 mm               |                                 |

### Locomotive Diesel
| Locomotive diesel | Locomotive diesel | Locomotive diesel | Locomotive diesel | Locomotive diesel                                 |
| Numerazione       | Anno              | Costruttore       | Rodiggio          | Note                                              |
| ----------------- | ----------------- | ----------------- | ----------------- | ------------------------------------------------- |
| Ld 401            | 1937              | Deutz             | B                 | ex DR Köf II, poi LDn 601                         |
| Ld 402 ÷ 403      | 1959-1961         | Ranzi             | B                 | Ex Raccordi Ferroviari Marghera, alla SV dal 1975 |
| Ld 404            | 1960              | MaK               | D                 | Acquistata nel 1974 dalla Bentheimer Eisenbahn    |
| Ld 405            | 1976              | MaK               | C                 |                                                   |
| DE 424.01 ÷ 09    | 1958              | TIBB              | Bo'Bo'            |                                                   |
| LDn 601           | 1937              | Deutz             | B                 | ex DR Köf II, già Ld 401                          |
| LDn 602           | 1954              | Deutz             | B                 |                                                   |

### Locomotive elettriche
| Locomotive elettriche | Locomotive elettriche | Locomotive elettriche   | Locomotive elettriche | Locomotive elettriche |
| Numerazione           | Anno                  | Costruttore             | Rodiggio              | Note                  |
| --------------------- | --------------------- | ----------------------- | --------------------- | --------------------- |
| E 401 ÷ 406           | 1926-1928             | Carminati & Toselli-CGE | Bo' Bo'               |                       |

## Automotrici

### Automotrici a vapore
| Automotrici a vapore | Automotrici a vapore | Automotrici a vapore | Automotrici a vapore | Automotrici a vapore |
| Numerazione          | Anno                 | Costruttore          | Rodiggio             | Note                 |
| -------------------- | -------------------- | -------------------- | -------------------- | -------------------- |
| A1 ÷ A2              | 1904                 | Brünn                | A1                   |                      |

### Automotrici Diesel
| Automotrici Diesel | Automotrici Diesel                      | Automotrici Diesel  | Automotrici Diesel | Automotrici Diesel | Automotrici Diesel                                                                  |
| Gruppo             | Numerazione                             | Anno                | Costruttore        | Rodiggio           | Note                                                                                |
| ------------------ | --------------------------------------- | ------------------- | ------------------ | ------------------ | ----------------------------------------------------------------------------------- |
| ADn 500            | 501 ÷ 509                               | 1936-1938           | Stanga             | B2'                |                                                                                     |
| ADn 550            | 550                                     | 1933                | Breda              | (1A)2'             | ex tranvie Bologna-Pieve di Cento e Bologna-Malalbergo, alla SV nel 1956            |
| ADn 600            | 601 ÷ 602 603 ÷ 604 605 ÷ 610 611 ÷ 613 | 1962 1972 1980 1981 | Fiat OMECA Fiat    | (1A)(A1)           | tipo FS ALn 668.1400 tipo FS ALn 668.1800 tipo FS ALn 668.1000 tipo FS ALn 668.3000 |
| ADn 800            | 801 ÷ 809                               | 1957-1961           | Stanga             | B2'                |                                                                                     |
| ADn 900            | 901 ÷ 910                               | 1984-1998           | Fiat               | (1A)(A1)           | tipo FS ALn 663, complessive quattordici unità                                      |

### Automotrici elettriche
| Automotrici elettriche | Automotrici elettriche | Automotrici elettriche  | Automotrici elettriche | Automotrici elettriche | Automotrici elettriche |
| Numerazione            | Anno                   | Costruttore             | Rodiggio               | Scartamento            | Alimentazione          |
| ---------------------- | ---------------------- | ----------------------- | ---------------------- | ---------------------- | ---------------------- |
| 001 ÷ 010              | 1908-1909              | MAN-AEG Thomson Houston | Bo' 2                  | 1445 mm                | 6600 V 25 Hz ca        |
| 021 ÷ 024              | 1928-1929              | OMS-CGE                 | Bo' 2                  | 1445 mm                | 6600 V 25 Hz ca        |
| 041 ÷ 044              | 1910                   | MAN-AEG Thomson Houston | Bo' Bo'                | 1445 mm                | 6600 V 25 Hz ca        |
| 051 ÷ 056              | 1913                   | MAN-Thomson Houston     | (Ao1)'(1Ao)'           | 1000 mm                | 975 V cc               |